# Соїров Рустам Джамшидович
Рустам Соїров (тадж. Рустам Соиров, нар. 12 вересня 2002, Душанбе) — таджицький футболіст, нападник узбекистанського клубу «Локомотив» (Ташкент).
Виступав, зокрема, за клуб «Істіклол», а також національну збірну Таджикистану.

## Клубна кар'єра
Народився 12 вересня 2002 року в місті Душанбе. Вихованець футбольної школи клубу Lokomotiv-Pamir.
У дорослому футболі дебютував 2020 року виступами за команду «Істіклол», у якій провів два сезони, взявши участь у 46 матчах чемпіонату.  Більшість часу, проведеного у складі «Істіклола», був основним гравцем атакувальної ланки команди. У складі «Істіклола» був одним з головних бомбардирів команди, маючи середню результативність на рівні 0,57 гола за гру першості.
Протягом 2022 року захищав кольори клубу «Левадія».
До складу клубу «Локомотив» (Ташкент) приєднався 2023 року. 

## Виступи за збірні
У 2019 році дебютував у складі юнацької збірної Таджикистану (U-17), загалом на юнацькому рівні взяв участь у 3 іграх, відзначившись одним забитим голом.
Протягом 2021–2022 років залучався до складу молодіжної збірної Таджикистану. На молодіжному рівні зіграв у 5 офіційних матчах, забив 2 голи.
У 2020 році дебютував в офіційних матчах у складі національної збірної Таджикистану.
У складі збірної був учасником кубка Азії з футболу 2023 року у Катарі.
| Дата       | Місто        | Господарі         | Результат               | Гості       | Турнір                        | Голи | Примітки  |
| ---------- | ------------ | ----------------- | ----------------------- | ----------- | ----------------------------- | ---- | --------- |
| 7-11-2020  | Дубай        | Таджикистан       | 0 – 1                   | Бахрейн     | товариський матч              | -    | 80'       |
| 5-2-2021   | Дубай        | Йорданія          | 0 – 1                   | Таджикистан | товариський матч              | -    | 69' 90+2' |
| 24-5-2021  | Басра        | Ірак              | 0 – 0                   | Таджикистан | товариський матч              | -    | 84'       |
| 29-5-2021  | Нонтхабурі   | Таїланд           | 2 – 2                   | Таджикистан | товариський матч              | -    | 46'       |
| 7-6-2021   | Осака        | Японія            | 4 – 1                   | Таджикистан | Відбір до ЧС 2022             | -    | 83'       |
| 15-6-2021  | Душанбе      | Таджикистан       | 4 – 0                   | М'янма      | Відбір до ЧС 2022             | -    | 90'       |
| 25-3-2022  | Наманган     | Уганда            | 1 – 1 д.ч. (5 – 4 п.п.) | Таджикистан | товариський матч              | -    | 82'       |
| 22-9-2022  | Чіангмай     | Тринідад і Тобаго | 1 – 2                   | Таджикистан | товариський матч              | -    | 73'       |
| 25-9-2022  | Чіангмай     | Малайзія          | 0 – 0 д.ч. (0 – 3 п.п.) | Таджикистан | товариський матч              | -    | 78'       |
| 17-10-2023 | Куала-Лумпур | Малайзія          | 0 – 2                   | Таджикистан | товариський матч              | 1    | 74' 81'   |
| 16-11-2023 | Душанбе      | Таджикистан       | 1 – 1                   | Йорданія    | Відбір до ЧС 2026             | -    | 74'       |
| 21-11-2023 | Ісламабад    | Пакистан          | 1 – 6                   | Таджикистан | Відбір до ЧС 2026             | 1    | 68'       |
| 4-1-2024   | Абу-Дабі     | Гонконг           | 1 – 2                   | Таджикистан | товариський матч              | 1    | 46'       |
| 13-1-2024  | Доха         | КНР               | 0 – 0                   | Таджикистан | Кубок Азії 2023 - 1-й етап    | -    | 89'       |
| 17-1-2024  | Ель-Хаур     | Таджикистан       | 0 – 1                   | Катар       | Кубок Азії 2023 - 1-й етап    | -    | 46'       |
| 22-1-2024  | Ер-Раян      | Таджикистан       | 2 – 1                   | Ліван       | Кубок Азії 2023 - 1-й етап    | -    | 72'       |
| 28-1-2024  | Ер-Раян      | Таджикистан       | 1 – 1 д.ч. (5 – 3 п.п.) | ОАЕ         | Кубок Азії 2023 - 1/8 фіналу  | -    | 72'       |
| 2-2-2024   | Ер-Раян      | Таджикистан       | 0 – 1                   | Йорданія    | Кубок Азії 2023 - чвертьфінал | -    | 29'       |
| Усього     |              | Матчів            | 18                      |             | Голів                         | 3    |           |

## Титули та досягнення
- Чемпіон Таджикистану: 2020, 2021, 2024
- Чемпіон Узбекистану: 2023
- Володар Суперкубка Таджикистану: 2020, 2021, 2022, 2024, 2025